# Годфри, Питер
Питер Годфри (англ. Peter Godfrey) (16 октября 1899 года — 4 марта 1970 года) — английский актёр и кинорежиссёр, который в 1930-50-х годах работал в Голливуде.
Годфри начинал карьеру в Лондоне как театральный актёр. В 1925 году он основал в Лондоне экспериментальный театр-студию «Гейт», где в 1926 году поставил первый в стране экспрессионистский спектакль. Переехав в Голливуд в 1937 году, он сделал там карьеру как киноактёр и режиссёр.
Наиболее успешными фильмами Годфри как режиссёра стали криминальная комедия «Одинокий волк: Шпионская охота» (1939), романтическая комедия «Рождество в Коннектикуте» (1945), военная драма "Гостиница «Берлин» (1945), комедия «Ещё одно завтра» (1946), фильм нуар «Две миссис Кэрролл» (1947), детектив «Ложная тревога» (1947), готическая мелодрама «Женщина в белом» (1948) и фильм нуар «Пожалуйста, убей меня» (1956).

## Ранние годы
Питер Годфри родился 16 октября 1899 года в Лондоне, Британская империя.
С шестнадцати лет Годфри стал выступать как фокусник и клоун на детских утренниках. Затем в течение десяти лет он выступал как актёр, режиссёр и продюсер в репертуарных театрах в Лондоне и с гастролями по всей стране. После десяти лет работы «Годфри разочаровывался в традиционных репертуарных пьесах, и его всё более привлекали экспериментальные работы американских и европейских режиссёров и авангардных драматургов 1920-х годов». Чтобы выразить собственное видение современного театра, в 1925 году Годфри вместе с женой, актрисой Молли Венесс, арендовал помещение в жилом доме в районе Ковент-гарден, в котором открыл небольшой театр-студию «Гейт». Театр быстро добился успеха в лондонских театральных кругах смелыми постановками таких пьес, как «Танец смерти» Августа Стриндберга и «С утра до полуночи» Георга Кайзера, «которую называли первой экспрессионистской постановкой Лондона». В первый сезон в театре было поставлено в общей сложности 23 пьесы, среди них «Гедда Габлер» Ибсена и «Братья Карамазовы» Достоевского. Пика своей популярности театр «Гейт» достиг в сезоне 1930-31 годов с пьесами Артура Шницлера «Хоровод», Фердинанда Брукнера «Болезни молодости» и Эрнста Толлера «Эуген несчастный»..
В 1931 году в Англии Годфри поставил свой первый фильм, криминальную драму «Вниз по реке» (1931) с Чарльзом Лоутоном в главной роли, а в 1933 году как актёр сыграл в комедиях «Оставьте это мне» (1933), «Очаровательная обманщица» (1933) и «Доброе утро, мальчики» (1937).
В 1934 году после девяти лет работы в театре-студии «Гейт», «когда прошла мода на болезненные, необузданные характеры и на необычное», Годфри ушёл из театра, и вернулся к более традиционным произведениям. Годфри без особого успеха пытался работать в театрах Вест-Энда, кроме того он сочинял пьесы для радио и для сцены, а также гастролировал по Англии и Ирландии с шекспировской труппой популярного актёра и режиссёра Бена Грита. В 1936 году он поставил в лондонском театре «Вестминистр» пьесу Сирила Джеймса «Туссен-Лувертюр».
В 1938 году Годфри, «который в то время работал как в Лондоне, так и в Ирландии», познакомился с 19-летней певицей из лондонского ночного клуба, американкой Рене Хаал. Вскоре они переехали в Америку, а в 1941 году поженились.

## Начало голливудской карьеры (1938—1943)
Перебравшись в США в 1938 году, Годфри направился в Голливуд, чтобы работать как актёр. Свою первую роль в американском кино Годфри сыграл в военной драме Уильяма Дитерле «Блокада» (1938) о Гражданской войне в Испании с Генри Фондой в главной роли, Годфри сыграл в этом фильме роль фокусника в кафе. Вслед за этим последовали роли в исторической драме Дитерле «Горбун из Нотр-дама» (1939) и в авантюристической криминальной комедии Уильяма Уайлера «Раффлс» (1939) с Дэвидом Найвеном и Оливией де Хэвилленд. В 1940—1941 годах Годфри сыграл небольшие роли в биографической драме «Эдисон» (1940) со Спенсером Трейси в главной роли, гангстерской драме «Граф Чикаго» (1940) с Робертом Монтгомери и Эдвардом Арнольдом и в фантастическом хорроре Виктора Флеминга «Доктор Джекилл и мистер Хайд» (1941) со Спенсером Трейси, Ингрид Бергман и Ланой Тёрнер и в романтической комедии «Отец женится» (1941) с Адольфом Менжу и Глорией Свенсон.
Первой режиссёрской работой Годфри в Америке стала криминальная комедия «Одинокий волк: Шпионская охота» (1939) с участием Уоррена Уильяма, Айды Лупино и Риты Хейворт, «вероятно, самый лучший фильм из киносериала студии „Коламбиа“ о частном детективе по прозвищу Одинокий волк». В 1941 году на студии "РКО"Годфри поставил романтическую комедию «Неожиданный дядя» (1941) с участием Энн Ширли, Джеймса Крейга и Чарльза Коберна.
В 1942 году на «РКО» вышла его криминальная драма «Шоссе по ночам» (1942) с Ричардом Карлсоном и Джейн Рэндолф. Он также сыграл в военной драме Энтони Асквита «Без цензуры» (1942) и был одним из сценаристов и исполнителем небольшой роли в исторической драме «Вечность и один день» (1943) об истории лондонского дома с 1804 по 1943 год. Фильм создала на студии «РКО» целая группа работающих в Голливуде признанных британских сценаристов, режиссёров и актёров.
Во время Второй мировой войны Годфри поставил эстрадный номер, где выступал как фокусник, а жена Рене была его ассистенткой. С этим номером Годфри выступал перед американскими войсками в рамках программы добровольного содействия вооружённым силам.

## Карьера на «Уорнер бразерс» (1944—1950)
После непродолжительной работы на «РКО» в 1944 году Годфри на перешёл на «Уорнер бразерс», где в качестве режиссёра провёл большую часть карьеры. Он ставил драмы категории В, комедии и триллеры. «Большинство его фильмов на студии „Уорнер“ были легковесными картинами, построенными вокруг таких звёзд, как Джек Карсон, Джейн Уаймен, Барбара Стэнвик и Эррол Флинн».
В 1944 году он поставил комедию «Заправь свою кровать» (1944) с Джеком Карсоном и Джейн Уаймен в главных ролях. В 1945 году вышла драма Годфри "Отель «Берлин» (1945), действие которой происходит накануне окончания Второй мировой войны в когда-то шикарной берлинской гостинице, где переплелись судьбы её постояльцев и сотрудников, среди них сбежавший из концлагеря боец немецкого сопротивления, скрывающийся от нацистов под видом официанта известный учёный, разжалованный нацистский генерал, офицер Гестапо, когда-то популярная актриса и доносчица под видом дружелюбной сотрудницы. В фильм сыграли многие известные актёры, среди них Фэй Эмерсон, Рэймонд Мэсси, Андреа Кинг, Питер Лорре, Стивен Герей и другие.
Двумя крупнейшими режиссёрскими достижениями Годфри на студии «Уорнер» стали «регулярно демонстрируемая по телевидению на Рождество картина „Рождество в Коннектикуте“ (1945) и леденящая готическая мелодрама „Женщина в белом“ (1948)».
Романтическая комедия «Рождество в Коннектикуте» (1945) рассказывает о редакторе отдела домоводства (Барбара Стэнвик), которая на самом деле не умеет готовить и вынуждена как-то выходить из положения, когда её шеф, главный редактор журнала (Сидни Гринстрит) решает в рекламных целях прийти к ней на рождественский ужин с одним из известных героев войны (Деннис Морган). В эти годы Годфри поставил также такие фильмы, как романтическая комедия «Ещё одно завтра» (1946) с Энн Шеридан, Деннисом Морганом, Джеком Карсоном и Алексис Смит, мелодрама «Никогда от меня не убегай» (1947), действие которой происходит в Венеции 1900 года, главные роли в ней исполнили Эррол Флинн, Айда Лупино, Элинор Паркер и Гиг Янг, а также традиционная мелодрама из американской жизни «Эта девушка их Хагена» (1947) с Рональдом Рейганом и Ширли Темпл.
Более успешными картинами Годфри стали фильм нуар «Две миссис Керролл» (1947), где Хамфри Богарт сыграл роль безумного художника, который влюбляется в женщин и женится на них, через некоторое время пишет их портреты в образе ангела смерти и одновременно медленно убивает их с помощью ежедневной порции отравленного молока. Одну из жён художника сыграла Барбара Стэнвик, другую — Алексис Смит. Готическая криминальная мелодрама «Ложная тревога» (1947) рассказывает об охотнице за богатством (Барбара Стэнвик), которая приезжает в отдалённую усадьбу, чтобы вступить во владение ей после смерти мужа. Однако брат мужа (Эррол Флинн) всячески мешает ей в этом, и кроме того как будто держит в доме в заключении её сводную сестру (Джеральдин Брукс). В готической мелодраме «Женщина в белом» (1948) по популярному одноимённому роману Уилки Коллинза главные роли исполнили Алексис Смит, Элинор Паркер, Сидни Гринстрит и Гиг Янг. Как написал о фильме критик Крейг Батлер, «сторонники чистоты Уилки Коллинса могут быть недовольны чрезмерной свободой в перенесении классической истории на экран, и не без причины. История в перемолотом и переделанном виде привела к немного сбивающему с толку и не всегда убедительному сюжету. Однако в фильме осталось достаточно много от первоисточника, и большинство зрителей посчитает картину превосходной и увлекательной детективной историей с привидениями».
На рубеже 1940-50-х годов Годфри поставил комедию «Девушка из Джоунс бич» (1949) с участием Рональда Рейгана и Вирджинии Мейо, вестерн «Баррикада» (1950) с Дейном Кларком, Рэймондом Мэсси и Рут Роман и основанную на документальном материале криминальную драму «Великий грабитель драгоценностей» (1950) с Дэвидом Брайаном в роли вора и неисправимого дамского угодника.
После некоторого перерыва Годфри закончил свою карьеру в кино фильмом нуар «Пожалуйста, убей меня» (1956). Фильм рассказывает историю адвоката Крейга Карлсона (Рэймонд Бёрр), который влюбляется в жену своего лучшего друга Майру Лидс (Анджела Лэнсбери). Когда друга убивают, а главной подозреваемой становится Майра, с помощью неординарного хода в суде Крейг добивается её оправдания. Однако когда он получает доказательства того, что убийство совершила Майра (которую нельзя судить по одному и тому же обвинению дважды), Крейг находит неординарный приём, чтобы осудить Майру за убийство.

## Работа на телевидении
В 1950-е годы Годфри ушёл из кино на телевидение, «поставив много получасовых эпизодов различных телеантологий». В общей сложности Годфри поставил 51 эпизод 24 различных сериалов, среди них "Видеотеатр «Люкс» (1953, 3 эпизода), «Джанет Дин, медсестра» (1954, 1 эпизод), «Театр Четыре Звезды» (1955, 1 эпизод), "Телевизионный театр «Форд» (1955, 1 эпизод), «Диснейленд» (1955, 2 эпизода), «Тайный журнал доктора Хадсона» (1955—1957, 8 эпизодов), «Телефонное время» (1956, 1 эпизод), "Час «Двадцатого века Фокс» (1956, 1 эпизод) и другие.

## Личная жизнь
В 1923 году Годфри женился на актрисе Молли Венесс, в браке с которой у него родилась дочь. В течение нескольких лет Годфри жил отдельно от своей жены и дочери. В 1941 году в Америке Годфри женился на актрисе Рене Хаал. У них было трое детей: первая дочь родилась в 1947 году, а спустя два года — пара дочерей-близнецов.
Одним из самых близких друзей семьи Годфри была кинозвезда Барбара Стэнвик, которая после скоропостижной смерти Рене в 1964 году и серьёзной болезни Питера была временным опекуном троих их детей.
Одна их дочерей Годфри с 1969 по 2004 год была замужем за известным голливудским композитором Бэзилом Поледурисом.

## Смерть
Питер Годфри умер 4 марта 1970 года в Голливуде, Калифорния, США.

## Фильмография

### Как актёр
- 1933 — Очаровательная обманщица / Heads We Go — Фанкорт
- 1933 — Оставьте это мне / Leave It to Me — Зигфрид Велур
- 1937 — Доброе утро, мальчики / Good Morning, Boys — Клико
- 1938 — Блокада / Blockade — Родериго, фокусник в кафе
- 1939 — Раффлс / Raffles — Кроусхей
- 1939 — Горбун из Нотр-Дама / The Hunchback of Notre Dame (в титрах не указан)
- 1940 — Граф Чикаго / The Earl of Chicago — Джадсон
- 1940 — Эдисон / Edison, the Man — Эштон
- 1941 — Доктор Джекилл и мистер Хайд / Dr. Jekyll and Mr. Hyde — Пул
- 1942 — Без цензуры / Uncensored — Лу
- 1943 — Вечность и один день / Forever and a Day (в титрах не указан)
- 1947 — Две миссис Кэрролл / The Two Mrs. Carrolls — зазывала на скачках (в титрах не указан)
- 1948 — Решение Кристофера Блейка / The Decision of Christopher Blake (в титрах не указан)

### Как режиссёр
- 1931 — Вниз по реке / Down River
- 1939 — Одинокий волк: Шпионская охота / The Lone Wolf Spy Hunt
- 1941 — Неожиданный дядя / Unexpected Uncle
- 1942 — Шоссе ночью / Highways by Night
- 1944 — Заправь свою кровать / Make Your Own Bed
- 1945 — Отель «Берлин» / Hotel Berlin
- 1945 — Рождество в Коннектикуте / Christmas in Connecticut
- 1946 — Ещё одно завтра / One More Tomorrow
- 1947 — Две миссис Кэрролл / The Two Mrs. Carrolls
- 1947 — Ложная тревога / Cry Wolf
- 1947 — Эта девушка из Хагена / That Hagen Girl
- 1947 — Никогда не покидай меня / Escape Me Never
- 1948 — Женщина в белом / The Woman in White
- 1948 — Решение Кристофера Блейка / The Decision of Christopher Blake
- 1949 — Один последний танец / One Last Fling
- 1949 — Девушка из Джоунс Бич / The Girl from Jones Beach
- 1950 — Баррикада / Barricade
- 1950 — Великий грабитель драгоценностей / The Great Jewel Robber
- 1952 — Он удивителен / He’s a Cockeyed Wonder
- 1952 — Один большой роман / One Big Affair
- 1952 — Кавалькада Америки / Cavalcade of America (телесериал, 1 эпизод)
- 1952 — Витрина вашего ювелира / Your Jeweler’s Showcase (телесериал, 1 эпизод)
- 1953 — Видеотеатр «Люкс» / Lux Video Theatre (телесериал, 3 эпизода)
- 1953 — Зеркальный театр «Ревлон» / The Revlon Mirror Theater (телесериал, 1 эпизод)
- 1953—1954 — Большой город / Big Town (телесериал, 2 эпизода)
- 1954 — Джанет Дин, медсестра / Janet Dean, Registered Nurse (телесериал, 1 эпизод)
- 1954 — Ваша любимая история / Your Favorite Story (телесериал, 1 эпизод)
- 1955 — Театр Четыре Звезды / Four Star Playhouse (телесериал, 1 эпизод)
- 1955 — Время вашей пьесы / Your Play Time (телесериал, 1 эпизод)
- 1955 — Сцена 7 / Stage 7 (телесериал, 2 эпизода)
- 1955 — Телевизионный театр «Форд» / The Ford Television Theatre (телесериал, 1 эпизод)
- 1955 — Диснейленд / Disneyland (телесериал, 2 эпизода)
- 1955—1956 — «Ридерс дайджест» на ТВ / TV Reader’s Digest (телесериал, 8 эпизодов)
- 1955—1956 — Звезда и история / The Star and the Story (телесериал, 4 эпизода)
- 1955—1957 — Тайный журнал доктора Хадсона / Dr. Hudson’s Secret Journal (телесериал, 8 эпизодов)
- 1956 — Пожалуйста, убей меня / Please Murder Me
- 1956 — Студия 57 / Studio 57 (телесериал, 1 эпизод)
- 1956 — Телефонное время / Telephone Time (телесериал, 1 эпизод)
- 1956 — Зал звёзд «Шеврон» / Chevron Hall of Stars (телесериал, 2 эпизода)
- 1956 — Час «Двадцатого века Фокс» / The 20th Century-Fox Hour (телесериал, 1 эпизод)
- 1957 — Код 3 / Code 3 (телесериал, 4 эпизода)
- 1957 — Театр «Гудйир» / Goodyear Theatre (телесериал, 1 эпизод)
- 1957 — Суд последней инстанции / The Court of Last Resort (телесериал, 1 эпизод)
- 1958 — Приключения морского ястреба / Adventures of the Sea Hawk (телесериал, 2 эпизода)